# When All the Pieces Fit
When All the Pieces Fit es el décimo álbum de estudio de Peter Frampton, publicado en 1989 por Atlantic Records y lanzado tres años después de su última producción discográfica, Premonition, en 1986.

## Lista de canciones
1. "More Ways Than One" - 5:31
2. "Holding On to You" - 4:16
3. "My Heart Goes Out to You" - 5:06
4. "Hold Tight" - 4:16
5. "People All over the World" - 5:27
6. "Back to the Start" - 4:17
7. "Mind over Matter" - 4:56
8. "Now and Again" - 4:47
9. "Hard Earned Love" - 4:23
10. "This Time Around" - 3:53

## Créditos
- Peter Frampton - voz, guitarra
- Nathan East - bajo
- John Robinson, Steve Ferrone - batería
- Lenny Castro - percusión
- Rick Wills, Jean McClain, Mark Williamson, Alfie Silas, Danny Wilde, B.A. Robertson - coros
- Chris Lord-Alge - sintetizador en "Holding on to You" y "Now and Again"
- John Regan - bajo en "Now and Again"
- Sam Riney - saxofón en "This Time Around"